# Snam
Snam är en italiensk gasleverantör som ingår i Enikoncernen. Företaget har huvudkontoret i San Donato Milanese. Snam Rete Gas har ett gasledningsnät på 31 000 km och är Italiens största gasleverantör.
Snam (Società NAzionale Metanodotti) skapades 1941 då man lade samman fyra företags (däribland Agip) gasverksamheter i ett bolag. 1953 blev Snam integrerat i Eni. När den italienska gasmarknaden liberaliserades omorganiserades bolaget under namnet Snam Rete Gas och fick en mer fristående roll inom koncernen.
Snam Rete driver den flytande LNG-terminalen FSRU Toscana utanför Livorno.